# Grammy Award for Best Traditional Pop Vocal Album
Der Grammy Award for Best Traditional Pop Vocal Album (auf Deutsch etwa „Grammy Award für das beste Gesangsalbum – Traditioneller Pop“) ist ein Musikpreis, der seit 1992 bei den jährlich stattfindenden Grammy Awards verliehen wird. Ausgezeichnet werden Alben aus dem Musikbereich der traditionellen Popmusik.

## Hintergrund und Geschichte
Die seit 1958 verliehenen Grammy Awards (eigentlich Grammophone Awards) werden jährlich in zahlreichen Kategorien von der National Academy of Recording Arts and Sciences (NARAS) in den Vereinigten Staaten von Amerika vergeben, um künstlerische Leistung, technische Kompetenz und hervorragende Gesamtleistung ohne Rücksicht auf die Album-Verkäufe oder Chart-Position zu ehren. Vergeben wird der Preis für qualitativ hochwertige Alben aus dem Musikbereich der traditionellen Popmusik.
Der Preis wurde 1992 als Best Traditional Pop Performance eingeführt und 1993 bis 2000 als Best Traditional Pop Vocal Performance vergeben. Seit 2001 trägt er den heute bekannten Namen Best Traditional Pop Vocal Performance. Mit Ausnahme des ersten Jahres, in dem auch Songs nominiert wurden, wurde der Preis an Interpreten für Musikalben vergeben, bei denen mindestens 51 % der Aufnahmezeit durch Gesangsstücke vorhanden sind. Als „traditionell“ werden dabei Stücke angesehen, die in ihrer Komposition, im Gesangsstil und dem instrumentellen Arrangement den Grundlagen des Great American Songbook entsprechen. Bis 2001 wurde der Preis nur an den Interpreten, ab 2001 auch an die Techniker und Produzenten der Stücke.
Der erste Preis dieser Kategorie wurde 1992 an Natalie Cole für das zusammengesetzte Duett Unforgettable mit ihrem bereits verstorbenen Vater Nat King Cole vergeben. Dies war das einzige Mal, dass der Preis an einen Song statt an ein Album vergeben wurde. Die meisten Auszeichnungen dieser Kategorie gingen an Tony Bennett, der den Preis 11-mal erhielt. Natalie Cole und Michael Bublé sind die einzigen weiteren Künstler, die den Preis mehr als einmal erhielten. Die häufigsten Preise gingen an Amerikaner, daneben wurde der Preis jedoch auch fünfmal an Interpreten aus Kanada und einmal an einen Briten vergeben.

## Gewinner und nominierte Künstler
| Jahr                 | Künstler / Band                  | Nationalität              | Werk                                                | Weitere nominierte Künstler | Bilder der Künstler                          |
| -------------------- | -------------------------------- | ------------------------- | --------------------------------------------------- | --- | -------------------------------------------- |
| 1992                 | Natalie Cole (mit Nat King Cole) | Vereinigte Staaten        | Unforgettable                                       | - Harry Connick, Jr. – Blue Light, Red Light - Johnny Mathis – In a Sentimental Mood: Mathis Sings Ellington - Diane Schuur – Pure Schuur - Barbra Streisand – "Warm All Over"                                                                                                  | Natalie Cole, 2007 · Nat King Cole, ca. 1946 |
| 1993                 | Tony Bennett                     | Vereinigte Staaten        | Perfectly Frank                                     | - Rosemary Clooney – Girl Singer - Michael Feinstein – Michael Feinstein Sings the Jule Styne Songbook - Bobby Short – Late Night at the Cafe Carlyle - Nancy Wilson – With My Lover Beside Me                                                                                  | Tony Bennett                                 |
| 1994                 | Tony Bennett                     | Vereinigte Staaten        | Steppin’ Out                                        | - Rosemary Clooney – Do You Miss New York? - Michael Crawford – A Touch of Music in the Night - Diane Schuur – Love Songs - Barbra Streisand – Back to Broadway | Tony Bennett, 2003                           |
| 1995                 | Tony Bennett                     | Vereinigte Staaten        | MTV Unplugged: Tony Bennett                         | - Roberta Flack – Roberta - Willie Nelson – Moonlight Becomes You - Frank Sinatra – Duets - Barbra Streisand – The Concert | Tony Bennett und Stevie Wonder, 2009         |
| 1996                 | Frank Sinatra                    | Vereinigte Staaten        | Duets II                                            | - Julie Andrews – Broadway: The Music of Richard Rodgers - Rosemary Clooney – Demi-Centennial - Eartha Kitt – Back in Business - John Raitt – Broadway Legend | Frank Sinatra, 1973                          |
| 1997                 | Tony Bennett                     | Vereinigte Staaten        | Here’s to the Ladies                                | - Rosemary Clooney – Dedicated to Nelson - Natalie Cole – Stardust - Liza Minnelli – Gently - Bernadette Peters – I'll Be Your Baby Tonight | Tony Bennett und Susan Crow, 2008            |
| 1998                 | Tony Bennett                     | Vereinigte Staaten        | Tony Bennett on Holiday                             | - Julie Andrews – Here I'll Stay - Rosemary Clooney – Mothers & Daughters - Bernadette Peters – Sondheim, etc. - Carly Simon – Film Noir | Tony Bennett, 2003                           |
| 1999                 | Patti Page                       | Vereinigte Staaten        | Live at Carnegie Hall: The 50th Anniversary Concert | - Shirley Bassey – The Birthday Concert - Michael Feinstein – Michael & George: Feinstein Sings Gershwin - Jack Jones – Jack Jones Paints a Tribute to Tony Bennett - Maureen McGovern – The Pleasure of His Company                                                            | Patti Page, Zeitschriftenfoto 1950           |
| 2000                 | Tony Bennett                     | Vereinigte Staaten        | Bennett Sings Ellington: Hot & Cool                 | - Harry Connick, Jr. – Come by Me - Neil Diamond – The Movie Album: As Time Goes By - Barry Manilow – Manilow Sings Sinatra - Bobby Short – You're the Top: Love Song of Cole Porter                                                                                            | Tony Bennett, 2003                           |
| 2001                 | Joni Mitchell                    | Kanada                    | Both Sides Now                                      | - Bryan Ferry – As Time Goes By - Rickie Lee Jones – It's Like This - George Michael – Songs from the Last Century - Barbra Streisand – Timeless: Live in Concert |                                              |
| 2002                 | Harry Connick, Jr.               | Vereinigte Staaten        | Songs I Heard                                       | - Betty Buckley – Stars and the Moon: Live at the Donmar - Rosemary Clooney – Sentimental Journey: The Girl Singer and Her New Big Band - Michael Feinstein – Romance on Film, Romance on Broadway - Keely Smith – Keely Sings Sinatra                                          | Harry Connick, Jr., 2007                     |
| 2003                 | Tony Bennett                     | Vereinigte Staaten        | Playin’ with My Friends: Bennett Sings the Blues    | - Michael Feinstein – Michael Feinstein with the Israel Philharmonic Orchestra - Bernadette Peters – Bernadette Peters Loves Rodgers & Hammerstein - Rod Stewart – It Had to Be You… The Great American Songbook - Barbra Streisand – Christmas Memories                        | Tony Bennett, 2003                           |
| 2004                 | Tony Bennett and k.d. lang       | Vereinigte Staaten Kanada | A Wonderful World                                   | - Rosemary Clooney – The Last Concert - Bette Midler – Bette Midler Sings the Rosemary Clooney Songbook - Rod Stewart – As Time Goes By: The Great American Songbook Volume II - Barbra Streisand – The Movie Album                                                             | k.d. lang, 2008                              |
| 2005                 | Rod Stewart                      | Vereinigtes Königreich    | Stardust: The Great American Songbook, Volume III   | - Harry Connick, Jr. – Only You - Barbara Cook – Count Your Blessings - Monica Mancini – Ultimate Mancini - Ronnie Milsap – Just for a Thrill | Rod Stewart                                  |
| 2006                 | Tony Bennett                     | Vereinigte Staaten        | The Art of Romance                                  | - Michael Bublé – It's Time - Johnny Mathis – Isn't It Romantic - Carly Simon – Moonlight Serenade - Rod Stewart – Thanks for the Memory: The Great American Songbook, Volume IV                                                                                                | Tony Bennett, 2014                           |
| 2007                 | Tony Bennett                     | Vereinigte Staaten        | Duets: An American Classic                          | - Michael Bublé – Caught in the Act - Sarah McLachlan – Wintersong - Bette Midler – Bette Midler Sings the Peggy Lee Songbook - Smokey Robinson – Timeless Love | Tony Bennett, 2012                           |
| 2008                 | Michael Bublé                    | Kanada                    | Call Me Irresponsible                               | - Bette Midler – Cool Yule - Queen Latifah – Trav'lin' Light - Barbra Streisand – Live in Concert 2006 - James Taylor – James Taylor at Christmas | Michael Bublé, 2009                          |
| 2009                 | Natalie Cole                     | Vereinigte Staaten        | Still Unforgettable                                 | - Michael Feinstein – The Sinatra Project - Josh Groban – Noël - Barry Manilow – In the Swing of Christmas - Rufus Wainwright – Rufus Does Judy at Carnegie Hall | Natalie Cole, 2013                           |
| 2010                 | Michael Bublé                    | Kanada                    | Michael Bublé Meets Madison Square Garden           | - Tony Bennett – A Swingin' Christmas - Harry Connick, Jr. – Your Songs - Liza Minnelli – Liza's at The Palace...! - Willie Nelson – American Classic | Michael Bublé, 2008                          |
| 2011                 | Michael Bublé                    | Kanada                    | Crazy Love                                          | - Barry Manilow – The Greatest Love Songs of All Time - Johnny Mathis – Let It Be Me: Mathis in Nashville - Rod Stewart – Fly Me to the Moon... The Great American Songbook Volume V - Barbra Streisand – Love Is the Answer                                                    | Michael Bublé, 2011                          |
| 2012                 | Tony Bennett                     | Vereinigte Staaten        | Duets II                                            | - Susan Boyle – The Gift - Harry Connick Jr. – In Concert on Broadway - Seth MacFarlane – Music Is Better Than Words - Barbra Streisand – What Matters Most | Tony Bennett, 2013                           |
| 2013                 | Paul McCartney                   | Vereinigtes Königreich    | Kisses on the Bottom                                | - Michael Bublé – Christmas - Carole King – A Holiday Carole | Michael Bublé, 2011                          |
| 2014                 | Michael Bublé                    | Kanada                    | To Be Loved                                         | - Tony Bennett and various artists – Viva Duets - Gloria Estefan – The Standards - CeeLo Green – Cee Lo's Magic Moment - Dionne Warwick – Now | Michael Bublé, 2010                          |
| 2015                 | Tony Bennett and Lady Gaga       | Vereinigte Staaten        | Cheek to Cheek                                      | - Annie Lennox – Nostalgia - Barry Manilow – Night Songs - Johnny Mathis – Sending You a Little Christmas - Barbra Streisand – Partners | Tony Bennett & Lady GaGa, 2015               |
| 2016                 | Tony Bennett and Bill Charlap    | Vereinigte Staaten        | The Silver Lining: The Songs of Jerome Kern         | - Bob Dylan – Shadows in the Night - Josh Groban – Stages - Seth MacFarlane – No One Ever Tells You - Barry Manilow and Others – My Dream Duets | Tony Bennet, 2012                            |
| 2017                 | Willie Nelson                    | Vereinigte Staaten        | Summertime: Willie Nelson Sings Gershwin            | - Andrea Bocelli – Cinema - Bob Dylan – Fallen Angels - Josh Groban – Stages Live - Barbra Streisand – Encore: Movie Partners Sing Broadway | Willie Nelson, 2012                          |
| 2018                 | Verschiedene Interpreten         | Vereinigte Staaten        | Tony Bennett Celebrates 90                          | - Michael Bublé – Nobody but Me (Deluxe-Version) - Bob Dylan – Triplicate - Seth MacFarlane – In Full Swing - Sarah McLachlan – Wonderland | Tony Bennett, 2017                           |
| 2019                 | Willie Nelson                    | Vereinigte Staaten        | My Way                                              | - Tony Bennett & Diana Krall – Love Is Here to Stay - Gregory Porter – Nat “King” Cole & Me - Seal – Standards (Deluxe) - Barbra Streisand – The Music … the Mem’ries … the Magic!                                                                                              | Willie Nelson, 2012                          |
| 2020                 | Elvis Costello and the Imposters | Vereinigtes Königreich    | Look Now                                            | - Andrea Bocelli – Sì - Michael Bublé – Love (Deluxe Edition) - John Legend – A Legendary Christmas - Barbra Streisand – Walls | Elvis Costello, 2012                         |
| 2021                 | James Taylor                     | Vereinigte Staaten        | American Standard                                   | - (Burt Bacharach &) Daniel Tashian – Blue Umbrella - Harry Connick – True Love: A Celebration of Cole Porter - Rufus Wainwright – Unfollow the Rules - Renée Zellweger – Judy                                                                                                  | James Taylor (2000)                          |
| 2022 3. April 2022   | Tony Bennett & Lady Gaga         | Vereinigte Staaten        | Love for Sale                                       | - Norah Jones – Til We Meet Again (live) - Tori Kelly – A Tori Kelly Christmas - Ledisi – Ledisi Sings Nina - Willie Nelson – That’s Life - Dolly Parton – A Holly Dolly Christmas                                                                                              | Tony Bennett & Lady GaGa, 2015               |
| 2023 5. Februar 2023 | Michael Bublé                    | Kanada                    | Higher                                              | - Kelly Clarkson – When Christmas Comes Around … - Norah Jones – I Dream of Christmas (Extended) - Pentatonix – Evergreen - Diana Ross – Thank You |                                              |
| 2024 4. Februar 2024 | Laufey                           | Island                    | Bewitched                                           | - Liz Callaway – To Steve with Love: Liz Callaway Celebrates Sondheim - Rickie Lee Jones – Pieces of Treasure - Pentatonix – Holidays Around the World - Bruce Springsteen – Only the Strong Survive - Verschiedene Interpreten – Sondheim Unplugged (The NYC Sessions), Vol. 3 | Laufey 2021                                  |
| 2025 2. Februar 2025 | Norah Jones                      | Vereinigte Staaten        | Visions                                             | - À fleur de peau von Cyrille Aimée - Good Together von Lake Street Dive - Impossible Dream von Aaron Lazar - Christmas Wish von Gregory Porter |                                              |

## Belege
1. ↑  “honor artistic achievement, technical proficiency and overall excellence in the recording industry, without regard to album sales or chart position” Overview. National Academy of Recording Arts and Sciences, archiviert vom Original am 19. August 2012; abgerufen am 11. September 2014 (englisch).
2. ↑  Grammy Awards at a Glance. In: Los Angeles Times. Tribune Company, abgerufen am 29. Mai 2011 (englisch).
3. ↑   Natalie Cole gets 7 Grammys In: The Spokesman-Review, Cowles Publishing Company, 26. Februar 1992. Abgerufen am 22. Dezember 2009 (englisch).